# Bayerisches Landesamt für Asyl und Rückführungen
Das Bayerische Landesamt für Asyl und Rückführungen (LfAR) ist eine dem Bayerischen Staatsministerium des Innern, für Sport und Integration nachgeordnete Landesoberbehörde, die die organisatorischen Aufgaben zur Abwicklung von Rückführungen im Freistaat Bayern übernimmt und die Zentralen Ausländerbehörden bei der Vollstreckung der von ihnen erlassenen Maßnahmen unterstützt.

## Geschichte
Das Landesamt wurde 2018 gegründet, um nach Aussage von Ministerpräsident Markus Söder landesweite Kompetenzen im Bereich Rückführung zu bündeln und die dazugehörigen Aufgabengebiete zu strukturieren. Es hat am 1. August 2018 als neue Landesoberbehörde mit ihrer Arbeit begonnen. Die im Zuge der politischen Auseinandersetzungen um die Asylpolitik in Deutschland gegründete Behörde war heftig umstritten und wurde unter Hinweis auf fehlende Zuständigkeiten kritisch auch als „Bayern-BAMF“ bezeichnet.
Als erster Präsident wurde Thomas Hampel berufen. Mit Beschluss des Ministerrats wurde Axel Ströhlein zum 1. November 2020 neuer Präsident der Behörde.

## Standorte
Dienststellen befinden sich in Ingolstadt/Manching auf dem Gelände der ehemaligen Max-Immelmann-Kaserne und in München. Die Behörde ist ebenfalls an der Abschiebungshafteinrichtung am Flughafen München, an der Zentralen Ausländerbehörde in Ansbach und beim Gemeinsamen Zentrum zur Unterstützung der Rückkehr (ZUR) in Berlin vertreten.